# Ландсберг Григорій Самійлович
Григо́рій Самійлович Ла́ндсберг (нар. 10 (22) січня 1890, Вологда, — †2 лютого 1957, Москва) — радянський фізик, академік АН СРСР (1946; член-кореспондент з 1932), лауреат Сталінської премії (1941). Його праця — «Елементарний підручник фізики» в 3-х томах довгі роки є популярним підручником з фізики для школярів, неодноразово перевидавався.
В 1913 закінчив Московський університет і там же викладав 1913—1915, 1923—1945, 1947—1951 (професор з 1923). В 1951—1957 професор Московського фізико-технічного інституту. З 1934 працював в Фізичному інституті АН СССР.